# 霍夫曼斯 (新澤西州)
霍夫曼斯（英語：Hoffmans）是位於美國新澤西州亨特登縣的非建制地區。

## 地理
霍夫曼斯所處的海拔為高於海平面143米（即469英呎），而該地所採用的時區為UTC-5，即北美东部时区（EST）。同時該地設有夏令時間，為UTC-5調快一小時，即UTC-4（EDT）。